# エミール・デュクロー

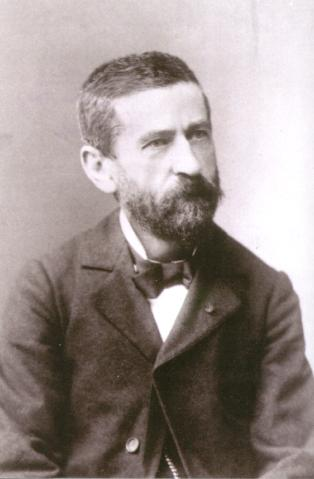
Émile Duclaux

エミール・デュクロー（Émile Duclaux、1840年6月24日 - 1904年2月5日）はフランスの細菌学者、化学者である。ルイ・パスツールの助手、共同研究者として働いた。

## 略歴
カンタル県のオーリヤックで生まれた。パリのサンルイ・リセ、パリの高等師範学校で学んだ。1862年にパスツールの研究室の助手となった。1865年にトゥールの大学、1866年からクレルモン＝フェランの大学、1878年からパリ大学で教えた。パリでは、農学研究所で気象学の教授となった。パスツール研究所では1888年から副所長を務め、1887年にパスツール研究所紀要（Annales de l'Institut Pasteur）を創刊し、共同編集者になり、1895年にパスツールの後を継いでパスツール研究所の所長をシャンベラン（Charles Chamberland）、ルー（Pierre Paul Émile Roux）と務めた。
パスツールとカイコの疫病の研究、ワインやビールの発酵の研究、フェリックス・アルシメード・プーシェらが主張する微生物の自然発生説を否定する実験などに従事した。ブドウの虫害の対策やチーズや牛乳の成分の研究や農学の研究も行った。ペイアン（Anselme Payen）とペルソ（Jean-Francois Persoz）によって麦芽から抽出された最初の酵素、ジアスターゼの命名にかかわり、酵素名の語尾にアーゼ-aseをつける慣行を作った。
1888年にフランス科学アカデミーの会員に選ばれ、1894年にフランス医学アカデミーの会員に選ばれた。
著書にパスツールの伝記や微生物学のハンドブックがある。
最初の結婚の相手は数学者、シャルル・ブリオの娘で、最初の妻の没後イギリス人作家のアグネス・ロビンソン（Agnes Mary Frances Robinson）と再婚した。ドレフュス事件で再審を求める運動の主要な支持者で「人権擁護同盟」の設立メンバーで、副会長を務めた。

## 著作
- Traité de microbiologie, 4 Bände 1898 bis 1901 (sieben Bände waren ursprünglich geplant)
- L'hygiène sociale 1902
- Ferments et maladies
- Pasteur, histoire d'un esprit 1896